# Caroline od Monaka
Caroline od Monaka, punim imenom Caroline Louise Marguerite Grimaldi (* Monte Carlo, 23. siječnja 1957.), kneginja od Monaka i princeza od Hannovera, članica monegaške dinastije Grimaldi. Najstarije je dijete monegaškog kneza Rainera III. († 2005.) i nekadašnje holivudske glumice Grace Kelly († 1982.) te je do rođenja brata Alberta bila prijestolononasljednica Monaka.
Udana je za hannoverskog princa Ernsta Augusta, prijestolonasljednika bivše Kraljevine Hannover.

## Životopis
Princeza Caroline je po očevom podrijetlu, zakoniti potomak francuske kneževske obitelji Polignac, a po majci je irskog i njemačkog podrijetla. Nosila je naslov nasljedne kneginje Monaka do bratova rođenja 1958. godine. Odrasla je u Monaku, ali provodila je i vrijeme kod majčinih roditelja u Philadelphiji u SAD-u. Godine 1974. stekla je francusku titulu prvostupnika, a pohađala je i St Mary’s School Ascot u Ujedinjenom Kraljevstvu, nakon čega je studirala na sveučilištu u Sorbonne u Parizu, gdje je diplomirala filozofiju, psihologiju i biologiju. Osim toga, u ranoj mladosti je učila balet, učila svirati flautu i klavir. Tečno govori pet jezika: francuski, engleski, njemački, talijanski i španjolski.
Udala se 28. lipnja 1978. godine, u dvadeset i prvoj godini, za francuskog plejboja Philippea Junota. Svadbi je prisustvovalo oko 600 uzvanika, među kojima su bili i stari prijatelji njene majke, američki glumci Ava Gardner i Gregory Peck te američki glumac i pjevač Frank Sinatra. Razvela se dvije godine kasnije. Godine 1982. poginula joj je majka u automobilskoj nesreći, u kojoj je sudjelovala i njena mlađa sestra Stéphanie. Poslije majčine smrti, preuzela je ulogu prve dame Monaka, koju je obnašala sve do ženidbe njenog brata Alberta za olimpijku Charlene Wittstock, 2011. godine. Dana 29. prosinca 1983. godine, udala se za Stefana Casiraghija, sina bogatog talijanskog biznismena, s kojim je imala troje djece, sinove Andreu Alberta Pierrea i Pierrea Rainiera Stefana te kćer Charlotte Marie Pomeline. Brak je bio sretan. Suprug joj je poginuo 3. listopada 1990. godine, glisirajući na vodi. Mlada udovica povukla se s djecom u Saint-Remy u Francuskoj.
Dana 23. siječnja 1999. godine udala se za hannoverskog princa Ernsta Augusta, direktnog muškog potomka britanskog kralja Đure III. († 1820.). U lipnju iste godine rodila je kći Alexandru.
Poslije očeve smrti 2005. godine, i nakon što je njen brat Albert II. postao novim knez Monaka, Caroline je ponovno preuzela naslov nasljedne kneginje, do rođenja Albertove djece 2014. godine.
Godine 2009. Caroline se rastavila od svog supruga Ernsta Augusta i preselila s najmlađom kćerkom u Monako, ali par se nije razveo.

## Vanjske poveznice
- Princeza Caroline - monte-carlo.mc (engl.)
- Princeza Caroline od Monaka - hellomagazine.com (engl.)
- Caroline od Monaka, princeza Hannovera (engl.)